# 安濃津
安濃津（あのうつ、あのつ、あののつ）は、伊勢国安濃郡（現在の三重県津市）に位置し、日本の古代から中世にかけて栄えた港湾。漢字は安乃津・阿野津とも表記され、洞津（あなつ）とも言う。

## 概要
古代以来、日本の主要港である三津七湊の一つとして栄えた。また中国の歴史書 には博多津（福岡県）、坊津（鹿児島県）とならんで日本三津（さんしん）に数えられている。

## 歴史
安濃津は京に近く、平安時代から京の重要な外港・東国への玄関口として重要な位置を占めた。「津」とは港を要した町、港町の事。また、伊勢神宮による御厨も営まれた。
以後主要港として守護所も置かれる港湾都市として繁栄を続けたが、明応7年8月25日（ユリウス暦：1498年9月11日）に発生した明応の大地震・津波で壊滅的な被害を受けて廃れたとされる。大永2年（1522年）、当地を通りかかった連歌師の宗長は4、5千の廃墟や堂塔の跡を残すのみの荒野となり、犬の姿や鳥の鳴き声すら稀であると手記に記録している。港が破壊されてしまったが故に当時の正確な港の位置は分かっておらず、贄崎（にえざき）灯台沖説と阿漕塚説が提出されている。なお、1996年（平成8年）に三重県立津実業高等学校（津市柳山津興、阿漕塚付近）で行われた発掘調査では、壺や茶碗、瓦などの遺品や遺構が発見され、港の存在が証明された。
戦国時代、付近に津城（安濃津城）が築かれ城下町として発展し、江戸時代には同地に津藩が置かれた。
第1次府県統合の際には三重県の前身となる安濃津県が置かれた。